# 周齡
周齡（?—?），江蘇省蘇州府震澤縣人，清朝政治人物、進士出身。
光緒三年（1877年），参加丁丑科殿試，登進士二甲第39名。同年五月，改翰林院庶吉士。光绪六年四月，散館后，授翰林院編修。